# Australsk krokodille
Australsk krokodille (Crocodylus johnsoni) eller australsk ferskvandskrokodille som den også benævnes, er en endemisk krokodilleart der lever i Australien. Den er udbredt i de nordlige regioner af Australien. Denne art er langt mindre end den anden australske krokodilleart, saltvandskrokodillen.